# Бад-Бокклет
Бад-Бокклет (нем. Bad Bocklet) — ярмарочная община в Германии, курорт, расположен в земле Бавария. 
Подчиняется административному округу Нижняя Франкония. Входит в состав района Бад-Киссинген.  Население составляет 4497 человек (на 31 декабря 2010 года). Занимает площадь 36,20 км².
Ярмарочная община подразделяется на 7 сельских округов.

## Население
По оценке на 31 декабря 2015 года население общины Бад-Бокклет составляет 4565 чел. 

| Дата      | 1840 | 1871 | 1900 | 1925 | 1939 | 1950 | 1961 | 1970 | 1987 | 2011 |
| --------- | ---- | ---- | ---- | ---- | ---- | ---- | ---- | ---- | ---- | ---- |
| Население | 2764 | 2773 | 2620 | 2557 | 2498 | 3224 | 3073 | 3491 | 3753 | 4474 |

| Год       | 1960 | 1970 | 1980 | 1990 | 2000 | 2009 | 2010 | 2011 | 2012 | 2013 | 2014 | 2015 |
| --------- | ---- | ---- | ---- | ---- | ---- | ---- | ---- | ---- | ---- | ---- | ---- | ---- |
| Население | 3077 | 3458 | 3634 | 4152 | 4649 | 4514 | 4497 | 4473 | 4459 | 4496 | 4550 | 4565 |